# Dalea pazensis
Dalea pazensis är en ärtväxtart som beskrevs av Henry Hurd Rusby. Dalea pazensis ingår i släktet Dalea, och familjen ärtväxter. Inga underarter finns listade i Catalogue of Life.